# Haiweeite
La haiweeite è un minerale.